# (3026) Sarastro
(3026) Sarastro (1977 TA1) – planetoida z pasa głównego asteroid okrążająca Słońce w ciągu 5,28 lat w średniej odległości 3,03 j.a. Odkryta 12 października 1977 roku. Jej nazwa pochodzi od imienia Sarastra – jednej z głównych postaci singspielu Wolfganga Amadeusa Mozarta Czarodziejski flet (KV 620).